# Josep Xifreu
Josep Xifreu (?- 3 d’agost de 1826) va obtenir el benefici de Santa Caterina de la basílica de Santa Maria de Castelló d’Empúries, aplicat a la veu de baix i a la viola, l’11 de febrer de 1819, en què fou presentat per els regidors. Va ser-ho fins que va traspassar el 1826 i el va succeir Ramon Farigola.